# فقهاء الظلام (رواية)
فقهاء الظلام هي رواية للكاتب السوري سليم بركات صدرت في عام 1985 في سوريا.

## حول الرواية
تُعالج هذه الرواية علاقة الفرد بتاريخه من خلال تاريخ بلاده وتاريخ اسرته وتاريخ الخرافة الشعبية التي استباحت الماضي حتى انقلب أساسها الأسطوري إلى منفذ تخييلي لمغالبة ذلك الماضي.
تتكون الرواية من خطين سرديين، إحداهما يناقش حياة الكائن الحيواني اللزج (أي تكون الجنين في الرحم) ، والاتجاه الأخر يناقش حياة والد الجنين وأصدقائه وضغوط الانتماء إلى العائلة ، وأيضا شعوره بالحنان اتجاه الجنين نتيجة الغريزة الأبوية.

## قصة الرواية
تنطلق أحداث الرواية بالأب (الملا نايف) حيث تتدهور تجارته، من خلال هذا التدهور يتعرف القارئ على تاريخ المدينة وطبقاتها السكانية والظروف الأجتماعية السائدة فيها، هذه المقدمة ليُعرفنا الكاتب على الأوضاع السائدة في القامشلي ، لكن الهدف الأساسي للرواية هو الجنين (بيكاس) الذي ينتضر أبوه ولادته بفارغ الصبر، وهنا تبدأ الحكاية العجيبة فالطفل الوليد ينمو بشكل سريع جدا ويعرف عن الأشياء دون أن يراها، وبسبب أهمية الحدث تنقلب البلدة رأسا على عقب وتتعدد ردود الفعل على طفل ينمو في الساعة ثلاث سنوات.
تزداد الغرابة عندما يطلب الطفل الجديد (بيكاس) الزواج من ابنه عمه، لتتم مراسم لزواج بين مخلوق أقرب إلى الخرافي وفتاة مألوفة، وبعد ذلك يختفي بيكاس، كأنها إشارة إلى التحول الذي طرأ على حياة آدم الأول بإدراك المتعة الزوجية واكتشاف المعرفة. يبحث الملا بيناف عن حل لورطة اختفاء ابنه فيقرر دفن «مخدة» ويخبر الناس بوفاة الطفل، وأثناء عملية الدفن يفاجأ الملا بوجود بيكاس داخل المقبرة، ويختفيان معاً وهما يتحاوران حول دفتر ورثه بيناف عن أبيه حسين بن كوجري.

## الترجمة
ترجمت رواية فقهاء الظلام إلى اللغة الفرنسية، وفد ترجمها الكاتب فرانسوا ربال رئيس تحرير مجلة «قنطرة» التي تصدر بالفرنسية عن معهد العالم العربي في باريس لتُنشر عن طريق دار سندباد أكت سود في باريس.